# Real Zaragoza 1956-1957
Questa voce raccoglie le informazioni riguardanti il Real Zaragoza nelle competizioni ufficiali della stagione 1956-1957

## Stagione
Il Real Saragozza, neopromosso in Primera División, arriva al nono posto in campionato, con 28 punti.
In Coppa del Generalísimo, gli aragonesi vengono eliminati al primo turno dalla Real Sociedad.

## Rosa
| N. |                   | Ruolo | Calciatore           |
| -- | ----------------- | ----- | -------------------- |
|    | Spagna (bandiera) | P     | Pedro De Las Heras   |
|    | Spagna (bandiera) | P     | Enrique Yarza        |
|    | Spagna (bandiera) | P     | Enrique Getán        |
|    | Spagna (bandiera) | D     | Ignacio Alustiza     |
|    | Spagna (bandiera) | D     | Manuel Torres        |
|    | Spagna (bandiera) | D     | Julio Bernad         |
|    | Spagna (bandiera) | D     | José Aznar           |
|    | Spagna (bandiera) | C     | José Estiragués      |
|    | Spagna (bandiera) | C     | Pedro Villegas       |
|    | Spagna (bandiera) | C     | Wilson Alfredo Jones |
|    | Spagna (bandiera) | C     | Manolín              |

| N. |                   | Ruolo | Calciatore             |
| -- | ----------------- | ----- | ---------------------- |
|    | Spagna (bandiera) | C     | Víctor Rivas           |
|    | Spagna (bandiera) | C     | Julio Gil              |
|    | Spagna (bandiera) | C     | José Luis García Traid |
|    | Spagna (bandiera) | A     | Jesús Domingo          |
|    | Spagna (bandiera) | A     | Valentín Valdés        |
|    | Spagna (bandiera) | A     | Valero Serer           |
|    | Spagna (bandiera) | A     | Moreno                 |
|    | Spagna (bandiera) | A     | Jaime Parés            |
|    | Spagna (bandiera) | A     | José Baila             |
|    | Spagna (bandiera) | A     | Rafael Mayoral         |
|    | Spagna (bandiera) | A     | Avelino Chaves         |